# Jean-Michel Jarre

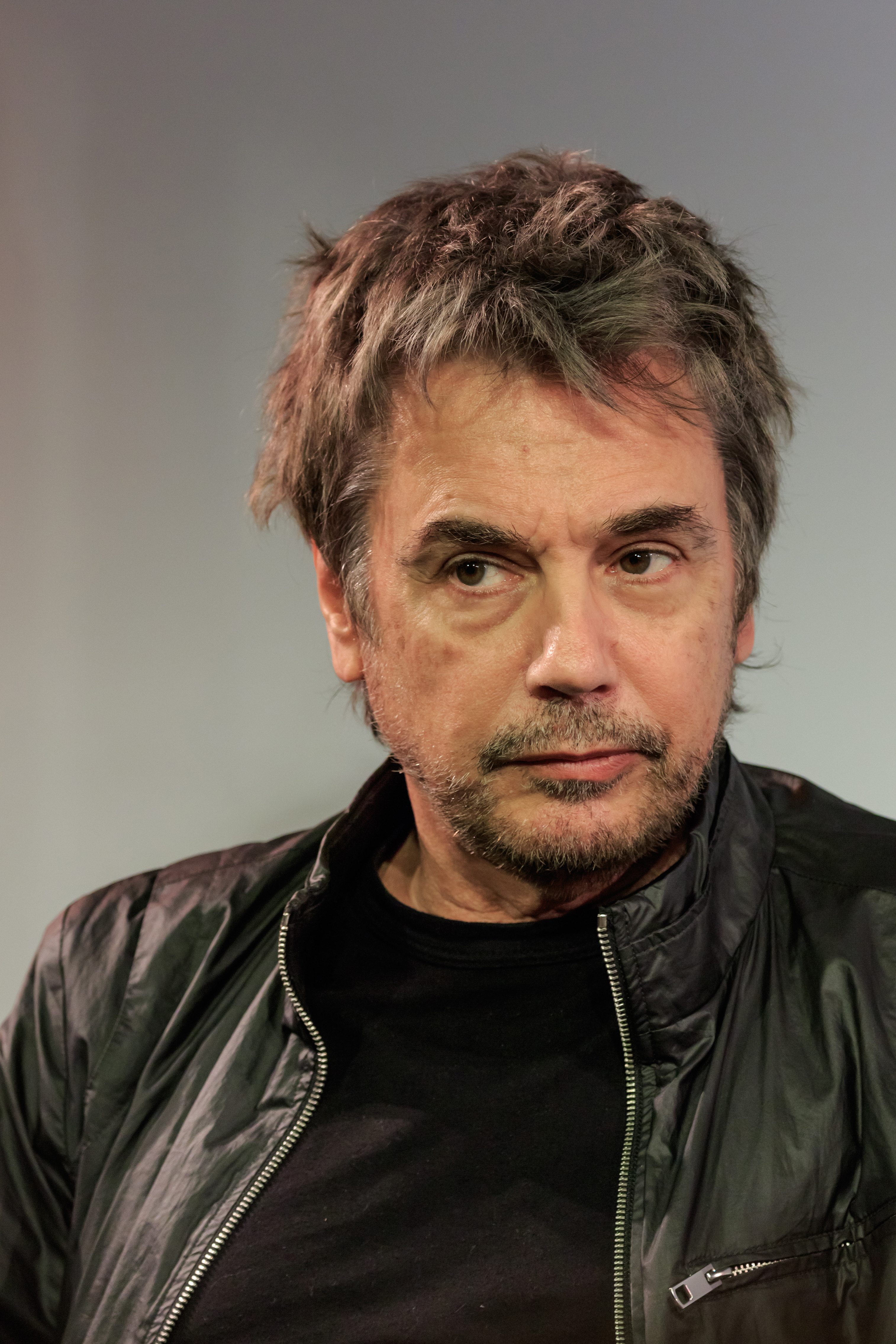
Jean-Michel Jarre (2016)

Jean-Michel André Jarre [ʒɑ̃ miˈʃɛl ʒaʀ] (* 24. August 1948 in Lyon) ist ein französischer Musiker, Komponist und Musikproduzent. Unter dem Einfluss von Pierre Schaeffer erschuf er ab Anfang der 1970er Jahre Kompositionen für den Synthesizer, die als wegbereitend für die elektronische Musik gelten.

## Biografie

### Ab 1948
Jean-Michel Jarre wurde 1948 in Lyon als Sohn des Komponisten Maurice Jarre (1924–2009) und von France Pejot (1914–2010) geboren. Seine Eltern ließen sich scheiden, als er fünf Jahre alt war. Kurz darauf begann sein Vater seine Karriere als Komponist von Filmmusik in Hollywood. Mit fünf Jahren lernte Jarre Klavier zu spielen, aber sein musikalisches Interesse wurde erst geweckt, als seine Mutter ihn zu seinem zehnten Geburtstag in den Pariser Jazz-Club Le Chat qui pêche mitnahm, wo ihm u. a. der Jazz-Trompeter Chet Baker ein Ständchen spielte.
In den 1960er Jahren gründete Jarre zwei Bands, Mystère IV und The Dustbins. Letztere spielte Stücke von The Shadows und The Spotnicks nach und war im Etienne-Perier-Film Des garçons et des filles zu sehen. Jarre spielte damals elektrische Gitarre. 1969 trat er der Groupe de Recherches Musicales bei, die sich unter der Leitung von Pierre Schaeffer mit der sogenannten Musique concrète befasste. Während des einen Jahres, das Jarre in der Groupe de Recherches Musicales verbrachte, nahm er seine erste Eigenkomposition namens Happiness Is a Sad Song auf.

### Ab 1970
1971 durfte er sein Elektronik-Ballett Aor (hebräisch für „Licht“) in der Pariser Oper aufführen und war damit der jüngste Komponist, dessen Werk in diesen Hallen gespielt wurde. Mit Dorian nach Das Bildnis des Dorian Gray von Oscar Wilde komponierte er ein weiteres Ballettstück. Im gleichen Jahr veröffentlichte Jarre außerdem über Francis Dreyfus’ Plattenlabel „Disques Motors“ seine erste Single La Cage und 1972 die erste LP Deserted Palace. In den folgenden Jahren entstanden kleinere Kompositionen für Radio, Fernsehen und Werbung sowie die 1973 erschienene Filmmusik des Jean-Chapot-Films Die Löwin und ihr Jäger (Originaltitel: Les granges brûlées). Daneben schrieb und produzierte er Stücke und ganze Alben für die französischen Musiker Christophe, Françoise Hardy, Patrick Juvet und Gérard Lenorman.
Seinen großen Durchbruch hatte Jarre mit dem 1976 erschienenen Album Oxygène, das – ab 1977 über Polygram weltweit vertrieben – zum Überraschungserfolg geriet und bis 2003 in weltweit 18 Millionen Exemplaren verkauft wurde. Dabei hatte Jarre zuvor große Probleme, überhaupt ein Label dafür zu finden, da Musik ohne Gesang und Schlagzeug zu dieser Zeit, in der auch der Synthiepop erste Bekanntheit erlangte, als nicht vermarktbar angesehen wurde. Manche Plattenfirmen gingen sogar davon aus, dass das Demomaterial defekt sei, da es mit Rauschen begann. Dies hatte jedoch eine einfache Ursache: Da das Aufnahmematerial, welches sich Jarre leisten konnte, deutliches Grundrauschen aufwies, kaschierte er dies durch den Einsatz von Rauschen aus seinem AKS-Synthesizer und wob es als musikalisches Element ein.
1978 erschien Equinoxe, das Nachfolgealbum von Oxygène. Das konzeptionell ähnlich aufgebaute Album verkaufte sich bisher ca. 10 Millionen Mal.
Am 14. Juli 1979 fand Jean-Michel Jarres erstes Konzert auf der Place de la Concorde in Paris statt. Von Lichteffekten, Projektionen und Feuerwerk begleitet spielte er Oxygène und Equinoxe. Über eine Million Zuschauer bei seinem ersten Live-Auftritt brachten Jarre einen Eintrag im Guinness-Buch der Rekorde für das zuschauerstärkste Konzert aller Zeiten.

### Ab 1980
1981 führte Jarre auf seinem Album Magnetic Fields das Sampling ein, wenn zunächst auch nur in geringem Umfang. Nach der Veröffentlichung dieses Albums trat Jarre als erster westlicher Musiker nach dem Tod von Mao Zedong in der Volksrepublik China auf. Die fünf Konzerte in China 1981 – zwei in Peking, drei in Shanghai – wurden 1982 in Form einer (im Studio nachbearbeiteten) Doppel-LP namens The Concerts in China/Les concerts en Chine veröffentlicht.
1983 entstand das Album Music for Supermarkets. Als Reaktion auf die Kommerzialisierung der Musikszene nahm Jarre dieses Album auf, ließ genau eine LP pressen und diese dann am 6. Juli 1983 im Hôtel Drouot in Paris für 69.000 Francs versteigern. Das ganze Werk wurde einmal im französischsprachigen Radiosender RTL gespielt, anschließend wurden die Mastertapes vernichtet. Jarre rief damals seine Fans zum Mitschneiden der Übertragung auf („Pirate it!“). Da der Sender nur auf Langwelle sendete, sind die heute noch verfügbaren monauralen Aufnahmen nur von schlechter Qualität. Jarre verarbeitete einige Lieder jedoch auf nachfolgenden Alben erneut, sodass nicht alle Stücke verloren sind.
Auf seinem 1984er Album Zoolook dominieren Samples von menschlichen Stimmen aus über 20 Sprachen, die alle in bearbeitetem und verfremdetem Zustand als Klangquelle genutzt wurden. Es ging hierbei weder um den Sinn der Wörter noch um deren Bedeutung, sondern nur um deren musikalische Verwendbarkeit. Außerdem waren erstmals Gastmusiker an einem Jarre-Album beteiligt, zum Beispiel die Performance-Künstlerin Laurie Anderson, der Bassist Marcus Miller und der King-Crimson-Gitarrist Adrian Belew.
1986 wurde Jarre vom US-Bundesstaat Texas und der US-amerikanischen Raumfahrtbehörde NASA zu einem Konzert nach Houston eingeladen. Anlass war das 150. Jubiläum der Gründung der Stadt und des Bundesstaates und das 25-jährige Bestehen des Lyndon B. Johnson Space Centers der NASA. Eigens für dieses Konzert nahm Jarre das Album Rendez-vous auf, wobei die Stücke Rendez-Vous 2 und 3 bereits in ähnlicher Form im Jahr 1975 für den Sänger Gérard Lenorman als La Belle et la Bête und La Mort du Cygne von Jean-Michel Jarre geschrieben worden waren. Auch wurde das Stück Music For Supermarkets Part 3 aus dem gleichnamigen Album als Rendez-Vous 5 Part III übernommen. Der Astronaut Bruce McCandless brachte Jarre auf die Idee, eines der Stücke von dem Astronauten Ronald Erwin McNair bei der Mission STS-51-L der Raumfähre Challenger mit dem Saxophon einspielen zu lassen. McNair war ein begeisterter Saxophonist, und es war geplant, dass er ein von ihm mitgeschriebenes Stück im All spielen sollte. Der Start der Challenger am 28. Januar wurde jedoch zur bis dahin größten Katastrophe in der US-amerikanischen Raumfahrtgeschichte, bei der alle Besatzungsmitglieder ums Leben kamen. Jarre wollte das Konzert absagen, Bruce McCandless und andere NASA-Astronauten bewogen ihn, es dennoch zu veranstalten. Rendez-vous Houston – A City In Concert fand statt und Jarre widmete es den verstorbenen Astronauten der Challenger. Die Skyline von Houston wurde in eine Licht- und Lasershow integriert. Mindestens 1,3 Millionen Zuschauer verfolgten das Spektakel. Jarre widmete McNair den Titel Last Rendez Vous / Dernier Rendez Vous „Ron’s Piece“ auf dem Album Rendez-Vous.

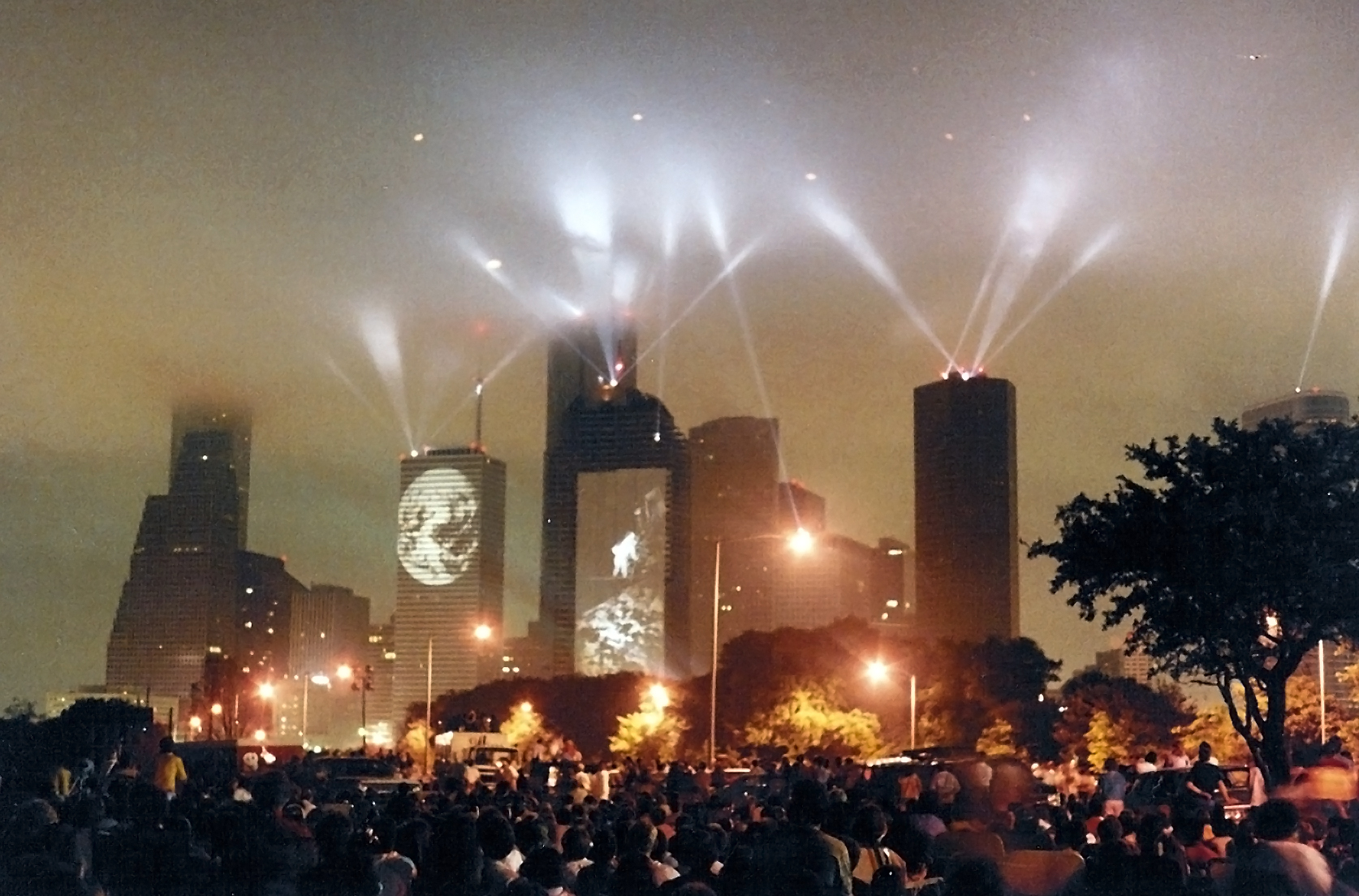
Konzert in Houston am 5. April 1986

Am 5. Oktober 1986 trat Jarre in seiner Heimatstadt Lyon anlässlich des Besuches von Papst Johannes Paul II. auf. Nachdem der Papst seinen Segen über die Stadt gesprochen hatte, begann das Konzert, dem 800.000 Menschen beiwohnten. Den beiden Rendez-vous-Konzerten wurde das Live-Album In Concert Houston-Lyon bzw. dessen längere Ausgabe Cities In Concert Houston-Lyon gewidmet.
Das nächste Album Revolutions wurde am 8. und 9. Oktober 1988 in den Londoner Queen-Victoria-Docks uraufgeführt. Das Konzert Destination Docklands fand auf einer schwimmenden Bühne statt. Trotz des strömenden Regens kamen 80.000 zahlende Besucher und weitere 200.000 Zaungäste. Auch von diesem Konzert wurde ein Live-Album angefertigt: Jarre Live, das in den 1990er Jahren umbenannt wurde in Destination Docklands.
1989 sollte zum 200. Jubiläum der Französischen Revolution ein außergewöhnlich großes Konzert stattfinden. Aufgrund von Terminstreitigkeiten sowie Sicherheitsbedenken wurde es aber auf das Jahr 1990 verschoben, was eine bessere Planung ermöglichte.
Stattdessen fand vom 7. Juli bis 17. September 1989 die Foto-Ausstellung Concert d'Images statt, die Jarres bisherige Konzerte und auch Instrumente darstellte.

### Ab 1990
Ungewohnte Klänge ertönen auf Jarres 1990 erschienenem, Jacques-Yves Cousteau gewidmetem Album Waiting for Cousteau, dem die Steeldrum-Gruppe „Amoco Renegades“ in einigen Stücken einen Hauch von Karibik verlieh. Auch das am 14. Juli 1990 aufgeführte Konzert Paris La Défense – Une Ville En Concert widmete Jarre dem französischen Meeresforscher. Mit diesem Konzert, das im Pariser Hochhausviertel La Défense stattfand und die gesamte Architektur einschließlich der Grande Arche mit in die Lichtshow einbezog, überbot Jarre seinen eigenen Rekord – im Guinness-Buch der Rekorde wurde die Zahl von 2.000.000 Zuschauern eingetragen, manche Schätzungen sprechen gar von 2.500.000. Der Platz, den das Publikum einnahm, reichte zurück bis zum Pariser Triumphbogen.
Am 11. Juli 1991 war zur Mittagszeit in Teotihuacán in Mexiko eine totale Sonnenfinsternis zu beobachten. Zu diesem Ereignis sollte vor Ort ein Konzert stattfinden. Jarre hatte zu diesem Anlass auch neue Stücke komponiert. Das Schiff, das die Bühne nach Mexiko bringen sollte, versank aber im Atlantik und finanziell gab es ebenfalls Probleme, woraufhin das Konzert abgesagt werden musste. Die Stücke fanden Einzug in das Album Images – The Best of Jean Michel Jarre. Zwei Songs des Jahrgangs 1991 wurden hingegen nie veröffentlicht. Jarre schrieb sie für Cousteaus Film Palawan – Das letzte Paradies.
1992 feierte der Uhrenhersteller Swatch die Produktion seiner 100-millionsten Armbanduhr. Aus diesem Anlass wurde zum einen ein neues Modell namens MusiCall vorgestellt, dessen Alarmtöne nach und nach von verschiedenen Musikern komponiert wurden; die Melodie des ersten Jahrgangs schrieb Jean-Michel Jarre (sein Zweiton-MusiCall findet sich als Sample im Titel Chronologie 4). Zum anderen veranstaltete er am 25. und 26. September in Zermatt die Multimedia-Show Swatch The World, die sich von seinen Konzerten dadurch unterschied, dass die Musik nicht live gespielt wurde. Im selben Jahr wurde in Bophuthatswana die Luxushotelanlage Sun City mit der ähnlich konzipierten Show Legends of the Lost City am 1., 2. und 3. Dezember eröffnet.
Die 1990er Jahre brachten die einzigen beiden europaweiten Tourneen Jarres. 1993 fand zum Album Chronologie die Europe In Concert-Tour statt, eine Open-Air-Tournee, die Jarre auch zu seinem ersten Konzert in Deutschland nach Berlin führte. Ein für den 18. Juni 1994 vorgesehenes Konzert in Düsseldorf, für das schon 12.000 Tickets verkauft waren, wurde kurzfristig abgesagt. Am 11. März 1994 trat Jarre bei der Eröffnungsfeier des großen Stadions in Hongkong vor 50.000 zahlenden Zuschauern auf. Das Live-Album Hong Kong erschien als Ersatz für den ursprünglich geplanten Mitschnitt des Düsseldorf-Konzerts.
Am 14. Juli 1995 führte Jarre als UNESCO-Botschafter das Concert pour la Tolérance vor dem Pariser Eiffelturm auf, das 1.200.000 Zuschauer vor Ort miterlebten. Unter den Musikern war als besonderer Gast der algerische Sänger Cheb Khaled. Ein für den 5. April 1996 vorgesehenes Konzert zur Eröffnung des Crown Casino in Melbourne musste eine Woche vorher abgesagt werden.
Anfang 1997 erschien Oxygene 7–13, das erste Album Jarres, das über das zu Sony Music gehörenden Label Epic Records vertrieben wurde. Am 22. März 1997 trat Jarre als Musikgast bei der 105. Ausgabe der Fernsehshow Wetten, dass..? in Wien auf. Er spielte während einer Live-Schaltung zum Wiener Rathaus das Stück Oxygène 8. Das Rathaus im Hintergrund diente als Leinwand für Projektionen. Seine zweite Tournee führte Jarre im selben Jahr durch diverse europäische Konzerthallen. Deutschland war bei der Oxygène Arena Tour mit sieben Konzerten dabei. Noch im selben Jahr, am 6. September, verbesserte Jarre seinen eigenen Zuschauerrekord – nicht aber den Weltrekord –, als anlässlich des 850-jährigen Jubiläums der Stadt Moskau vor der Lomonossow-Universität das Konzert Oxygene in Moscow stattfand. Da das riesige Gebäude der MGU fast in ganz Moskau zu sehen ist und sehr viele Leute in den Straßen feierten, waren geschätzte 3.500.000 Menschen Zeugen des Spektakels. Regisseur Aubrey Powell dokumentierte die Vorbereitungen zum Konzert als auch viele Lebensstationen von Jarre in dem 60-minütigen Film Making The Steamroller Fly. Dieser erschien auf den VHS- und DVD-Veröffentlichungen Oxygene in Moscow.
Die Alben Chronologie und Oxygene 7–13 wurden begleitet von zahlreichen Remixen, so dass Jarre beschloss, die dabei verwendeten Stilistiken und einige Remixer zu einer Art Konzert zusammenzuführen. Die erste dieser Electronic Nights fand unter dem Titel Rendez-vous '98 am 14. Juli 1998 abermals unter dem Eiffelturm statt. Der neue Stil fand bei den rund 500.000 Zuschauern nicht den erhofften Anklang und erntete Buh-Rufe. Ein weiteres Event dieser Art war die iMac Night – Jarre@Apple.expo, die anlässlich der Präsentation des iMac am 18. September 1998 ausgerichtet wurde und erstmals 3D-Projektionen beinhaltete.
Zur Fußball-Weltmeisterschaft 1998 in Frankreich leistete Jarre gleich zwei Beiträge, jeweils als Kooperationen. Für Großbritannien spielte er zusammen mit Apollo 440, die zuvor schon Remixe von einigen Jarre-Stücken angefertigt hatten, eine neue Version von Fourth Rendez-vous namens Rendez-vous '98 ein. Für Japan entstand in Zusammenarbeit mit Tetsuya Komuro das neue Together Now, das von Olivia Lufkin und Kindern gesungen wurde.
Zum Jahreswechsel am 31. Dezember 1999 wurde Jarre von mehreren Städten eingeladen; er trat vor den Pyramiden von Gizeh auf. Während vier der zwölf Stunden, die die Twelve Dreams Of The Sun dauerten, fand das eigentliche, zweigeteilte Jarre-Konzert statt.

### Ab 2000
Anfang 2000 erschien das Album Métamorphoses. Am 31. Dezember 2000 feierte Jarre auch mit einem Konzert – als The Vizitors traten er und Tetsuya Komuro auf Okinawa auf. Die Publikumsreaktionen auf 2001 Rendez-vous In Space, das unter anderem vom Science-Fiction-Autor Arthur C. Clarke inspiriert war, fielen verhalten aus.
2001 kehrte Jarre zu seinem klassischen Konzertstil zurück. Am 19. und 20. Juni fanden zwei Shows im Odeon des Herodes Atticus in der Athener Akropolis zugunsten der griechischen Organisation Elpida statt. Die Akropolis-Konzerte fielen räumlich eher klein aus, was ihnen eine intimere Atmosphäre verlieh als den von Jarre gewohnten Großkonzerten, und wurden von jeweils 5.000 Zuschauern gesehen. Noch kleiner war Jarres Auftritt auf dem jährlich stattfindenden Les Printemps De Bourges. Das Konzert vom 12. April 2002 sahen 100 geladene Gäste. Es wurden vier unveröffentlichte Stücke gespielt, eines davon war allerdings schon über 30 Jahre alt. Der Mitschnitt des Konzerts wurde 2006 auf dem Album Printemps de Bourges 2002 veröffentlicht.
Am 7. September 2002 sah der Windpark Gammel vrå Enge in der Nähe von Aalborg in Dänemark ein ungewöhnliches Jarre-Konzert: Die Bühne von Aero stand inmitten von Windkraftanlagen, die auch die gesamte Elektrizität für die Veranstaltung liefern sollten und selbst in die Lichtshow eingebunden waren. Wie Destination Docklands wurde Aero von heftigem Regen begleitet. Im Gegensatz dazu mussten die Fans hier allerdings auf Sitzgelegenheiten und sogar auf festen Boden verzichten, sodass die 35.000 Zuschauer bald im Morast standen. Trotzdem lief das Konzert bis zum Ende durch.
Musikalisch trennte er sich nach dem Flop Métamorphoses von Epic Records, und nach Meinungsverschiedenheiten auch von Disques Dreyfus. Dreyfus besitzt allerdings immer noch die Rechte an Jarres Veröffentlichungen und Konzerten bis zum Jahr 2002. Diese nutzte das Label auch beispielsweise zur CD-Neuveröffentlichung der als Schallplatte äußerst seltenen Filmmusik Les granges brûlées im Jahr 2003. Das letzte Album, das Jarre bei Dreyfus veröffentlichte, war Sessions 2000, das stilistisch an elektronischen Jazz erinnert. So umstritten wie Sessions 2000 ist auch Jarres Studioalbum Geometry of Love von 2003, das für den Club VIP Room in Paris eingespielt wurde und musikalisch kaum mehr an die klassischen Jarre-Alben wie Oxygène erinnert.
Jarres Trennung von seinem früheren Produzenten führte zu der ungewöhnlichen Situation, dass für 2004 zwei Best-of-Alben von Jean-Michel Jarre vorgesehen wurden. Das erste von beiden, das den Titel The Essential trägt, mit dem gleichnamigen Album aus den 1980ern aber nicht viel gemeinsam hat, wurde von Francis Dreyfus zusammengestellt. Als zweites erschien Aero, ein Doppelpack aus einer CD und einer DVD; es enthält neben vier neuen Stücken einige Jarre-Klassiker, die nun erstmals im 5.1-Raumklang vorliegen. Es gilt als erstes für 5.1 komponiertes Album. Die einzelnen Titel wurden nicht remastered, sondern neu eingespielt. Dabei wurde das Ganze so eingespielt, dass jede Note einen definierten Platz im 5.1-Raum erhält. Das Video auf der DVD zeigt die Augen seiner damaligen Ehefrau Anne Parillaud.
Fast genau 23 Jahre nach den Concerts in China gab Jarre am 10. Oktober 2004 als weiterer westlicher Künstler nach Yanni 1997 ein Konzert in der Verbotenen Stadt in Peking. Anlass war die Eröffnung des Französischen Jahres in China.
Das Jahr 2005 brachte Jarre erneut nach Dänemark. Neben anderen Künstlern trat er am 2. April bei der Es war einmal genannten Gala anlässlich des 200. Geburtstags des dänischen Märchendichters Hans Christian Andersen im Kopenhagener Parken auf. Als Interpretation des Andersen-Märchens Der Schatten spielte er eine besondere Version seines Stückes Rendez-vous 2. Das letzte Konzert für 2005 fand am 26. August in der polnischen Stadt Danzig statt. Unter dem Titel Przestrzeń Wolności (Space Of Freedom) wurde das 25-jährige Jubiläum der Gewerkschaft Solidarność gefeiert. Jarre und Lech Wałęsa hatten dieses Konzert gemeinsam initiiert, das auf dem berühmten Werftgelände nördlich von Danzig stattfand.
Am 16. Dezember 2006 fand in der Nähe der Stadt Merzouga (Marokko) mitten in der Sahara unter dem Motto Water for Life ein mit Licht und Feuerwerk imposant in Szene gesetztes Benefizkonzert statt.
Das Album Téo & Téa wurde am 30. März 2007 in Deutschland veröffentlicht. Im Frühjahr 2007 erschien dazu die erste von zwei Singles mit dem Titel Téo & Téa, für die Jarre erstmals im Vorfeld über YouTube mit Trailern warb. Es gibt von diesem Album auch eine CD+DVD-Doppelpack-Version, dessen DVD das Album in 5.1-Raumklang enthält. Jarre führt damit die mit Aero erstmals eingesetzte Idee, Studioalben gleich auf 5.1 zu konzipieren, zunächst fort. Das Album, das kein kommerzieller Erfolg war, sorgte in Internetforen für hitzige Diskussionen, da einige der verwendeten Patterns als Presets aus einem Sequenzer von Roland stammten.

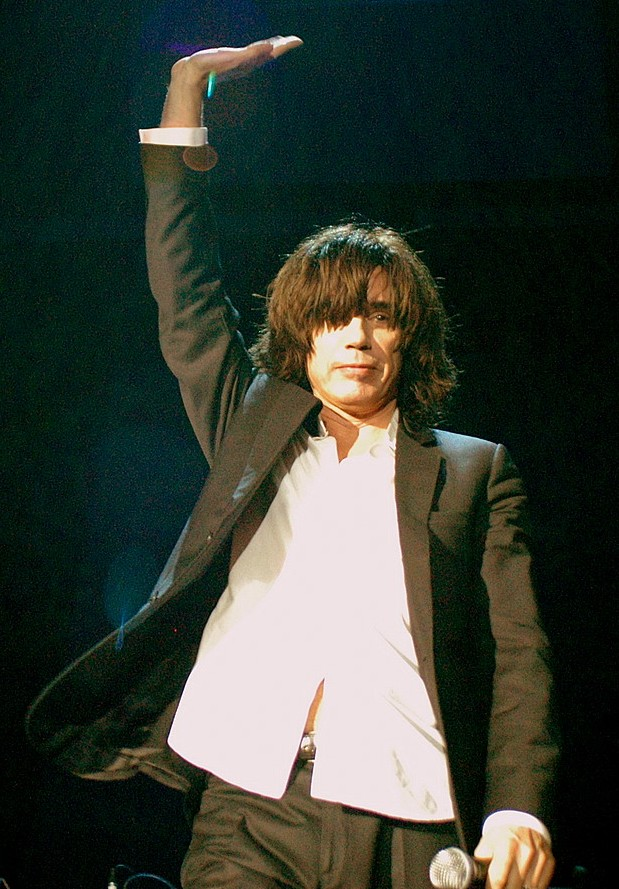
Jean-Michel Jarre in Mailand (2008)

Am 19. September 2007 spielte Jarre anlässlich des 30. Geburtstages seines Albums Oxygène ein Konzert in Antwerpen. Geladen waren ausschließlich VIPs. Gespielt wurden die Stücke Oxygene 1–6 mit dem Original-Equipment der Aufnahmen von 1976. Alle Stücke wurden erstmals seit den China-Konzerten 1981 live gespielt. Das Konzert wurde ab dem 22. November 2007 im Raumklang in ausgewählten Kinos in den Städten Nürnberg, Weimar, Dresden, Dettelbach, Frankfurt am Main, Ahaus, Hof (Saale), Neu-Ulm, Rheine, München und Stuttgart gezeigt. Am 30. November 2007 erschien eine Studioaufnahme dieser Konzertform in drei verschiedenen Versionen unter dem Namen Oxygene live in your living room (30th Anniversary, New Master Recording ) im Handel: als normale CD, als CD mit normaler Video-DVD sowie auf CD mit 3D-DVD und zwei 3D-Brillen. Aus dem Erfolg der Konzerte startete Jarre zusammen mit Rimbert, Samard und Perrier die Oxygene in Concert Tournee, die durch Europa und Teile Russlands führte. Als Teil der Tournee fanden vom 12. bis 15. Dezember 2007 Aufführungen im Pariser Marigny-Theater statt, wovon das Konzert vom 13. Dezember 2007 im Nachhinein als Live-Stream verfügbar gemacht wurde. Jarre gastierte 2008 auch in Deutschland, Luxemburg und der Schweiz. Die Tracklist beinhaltete das komplette Album Oxygène sowie zwei Stücke aus dem Album Oxygene 7-13.
Durch den erneuten Erfolg dieser Tour beflügelt setzte Jarre nach einem halben Jahr Pause vom 4. bis 30. Mai 2009 seine Auftritte mit dem Original-Equipment seiner musikalischen Karriere unter dem Titel „In>Doors“ fort und nahm dabei Musikstücke weiterer Alben in die Tracklist auf. Nach 17 Auftritten gönnte er sich erneut eine Pause von knapp 10 Monaten und setzte die Tournee 2010 fort.

### Ab 2010
Am 1. März 2010 ging Jarre unter dem Titel 2010 – als Hommage an den befreundeten Schriftsteller Arthur C. Clarke – wieder auf Tournee, machte von Dezember 2010 bis Mai 2011 eine Pause und tourte unter dem Titel 2011 bis zum 20. November 2011 weiter. Die Konzerte führten ihn unter anderem durch Polen, Österreich, Deutschland, Frankreich, Belgien, Ungarn, Tschechien, die Schweiz und Großbritannien. Am 1. Juli 2011 gab Jarre anlässlich der Hochzeit von Albert II. von Monaco und Charlene Wittstock ein Open-Air-Konzert in Monaco, das weltweit als Live-Stream verfügbar war. Insgesamt stand Jarre in der Zeit vom 19. September 2007 bis zum 20. November 2011 157 Mal auf der Bühne.
Ab 2012 arbeitete Jarre mit diversen Künstlern an einem Musikprojekt, das der Öffentlichkeit zunächst als E-Project vorgestellt wurde. Der Name des ersten von zwei Alben wurde Ende August 2015 über Jarres Webpräsenz als Electronica 1 – The Time Machine mitgeteilt und am 16. Oktober 2015 veröffentlicht. Mitwirkende waren 3D von Massive Attack, Air, Armin van Buuren, Boyz Noize, der am 20. Januar 2015 verstorbene Edgar Froese von Tangerine Dream – dem er diese Veröffentlichung widmete –, Fuck Buttons, Gesaffelstein, der Filmemacher und Musiker John Carpenter, Lang Lang, die Musik- und Performancekünstlerin Laurie Anderson – mit der Jarre bereits bei Zoolook und Metamorphoses zusammengearbeitet hatte –, Little Boots, Moby, M83, Pete Townshend, und Vince Clarke. Bereits vorab wurden einzelne Stücke unter dem Arbeitstitel E-Project veröffentlicht. Jedes entstand in direkter Zusammenarbeit mit Jarre, der nach eigener Angabe Stücke kreieren wollte, bei denen der Hörer den jeweiligen Künstler und Jarres Einwirkungen heraushören kann.
In den Jahren 2014 und 2015 wurden einige Alben wiederholt überarbeitet und in neuen Remastered-Versionen angeboten.
Im September 2015 zeigte der TV-Sender ARTE eine Dokumentation über Jarre, die u. a. viele Momente seiner Sessions zum E-Project mit diversen Musikern zeigte.
Am 15. April 2016 veröffentlichte Jarre gemeinsam mit Edward Snowden den Techno-Track Exit, für den Snowden einen Monolog in Form eines Manifests einsprach. Frühere Anfragen anderer Künstler hatte Snowden stets abgelehnt. Am 6. Mai erschien das zweite Album des Electronica Projekts unter dem Namen Electronica 2: The Heart Of Noise, auf dem auch Exit zu hören ist. The Heart of Noise beinhaltet 18 Songs, davon 15 mit weiteren Musikern gestaltete. Mitwirkende waren Christophe, Cyndi Lauper, Edward Snowden, Gary Numan, Hans Zimmer, Jeff Mills, Julia Holter, Peaches, Pet Shop Boys, Primal Scream, Rone, Sébastien Tellier, Siriusmo, The Orb und Yello.
Am 30. September 2016 gab Jean-Michel Jarre während seiner angelaufenen Welttournee auf Facebook bekannt, dass zum 40. Oxygene-Jubiläum am 2. Dezember 2016 ein dritter Teil, Oxygene 3, mit den Titeln Oxygene Part 14–20 erscheinen werde, einschließlich einer Trilogie-Verkaufsbox. Jarre nahm nach dieser Ankündigung während der laufenden „Electronica World Tour“ den Titel Oxygene 17, später auch Oxygene 19 in die Setlist mit auf.

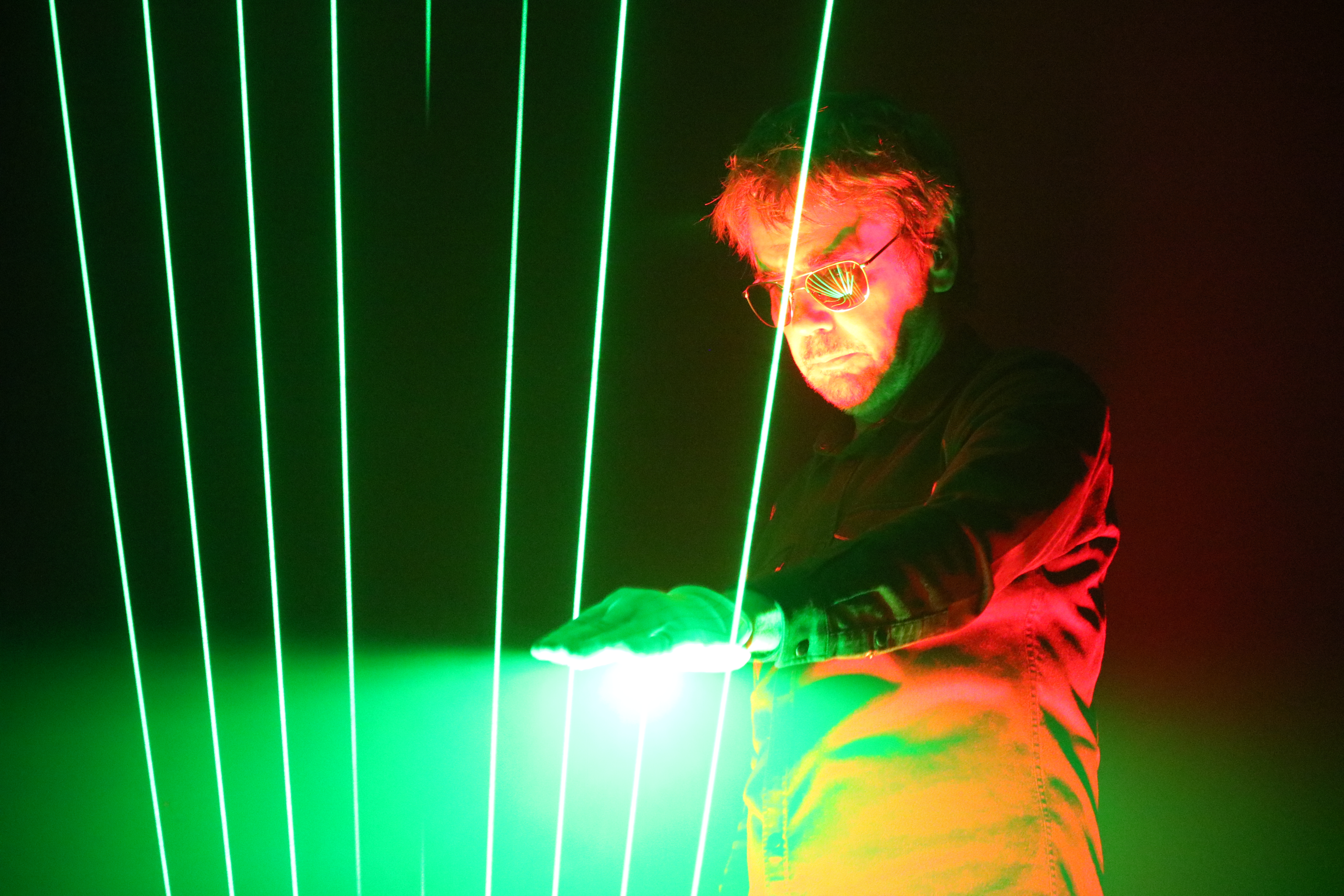
Jean-Michel Jarre in Bratislava (2016)

Nach Veröffentlichung der Electronica-Alben unternahm Jarre ab dem 16. Juni 2016 die umfassende Electronica World Tour, die ihn durch Europa und im Mai 2017 nach langer Abwesenheit auch wieder in die USA und erstmals durch Kanada führte. Die für 2017 in Lateinamerika geplanten Auftritte in Chile und Argentinien wurden wegen Unstimmigkeiten mit dem Veranstalter abgesagt. Diese wurden dann im Jahr 2018 am 22. (Buenos Aires) und 27. (Santiago de Chile) März nachgeholt. Es folgten neben einem weiteren Gastspiel in Kanada sieben weitere Auftritte in den Vereinigten Staaten, darunter am 10. April nach 32 Jahren auch wieder in Houston sowie ein Auftritt auf dem Coachella Musikfestival. Am 21. April 2018 endete die Electronica World Tour in San Diego.

Am 20. Juni 2017 wurde Jarre im Rahmen des 4. Starmus-Festivals die Stephen-Hawking-Medaille for Science Communication überreicht.
2018 jährte sich zum 40. Mal das Erscheinen von Jarres zweitem offiziellen Studioalbum Equinoxe (1978). Wie bereits zum 40. Jubiläum von Oxygène (1976) im Jahr 2016 veröffentlichte Jarre am gleichen Erscheinungstag des ursprünglichen Equinoxe, dem 16. November, eine Fortsetzung mit dem Titel Equinoxe Infinity. Das Album wurde mit zwei in der Bildwirkung stark unterschiedlichen Cover-Arts verkauft. Sofern man es sich nicht selbst in einem Ladengeschäft aussuchte, entschied somit der Zufall darüber, welche Version des Covers man erhielt, wenn man es bestellte.
Am 3. Oktober des Jahres 2019 veröffentlichte Jarre seine Memoiren mit dem Titel Mélancolique Rodéo, zunächst nur auf Französisch.
Am 7. November 2019 veröffentlichte Jarre über seine Produktionsfirma AERO PRODUCTIONS im Apple App-Store die Musik-App EōN für iOS und iPadOS. Es handelt sich um eine generative App, welche unter Zuhilfenahme von Algorithmen anhand von Musik und Grafiken ein nicht endendes, audiovisuelles Erlebnis erzeugt. Sie entstand in Zusammenarbeit mit dem Französischen Musik-App-Entwicklungsstudio Bleass und dem in Tokyo für Sony arbeitenden Designer Alexis André. Damit führt Jarre die bereits 1990 mit dem Titel Waiting for Cousteau vorgestellte Generierung von Musik mit Hilfe von Computeralgorithmen fort.
Am 13. Dezember 2019 veröffentlichte Jarre eine auf je 2000 Exemplare limitierte CD- und LP-Ausgabe mit dem Titel Snapshots from EōN.
Obwohl die EōN-App sich niemals wiederholende oder gleichende, auf Jarres Kompositionen basierende, Musik generiert – welches eben der Zweck einer solchen generativen Musik-App darstellt – musste Jarre „selbstsüchtig'“ besondere Momente einfangen und diese teilen.
I felt compelled to «freeze» some of my personal favorite music moments during the entire creative process; audio snapshots that neither of us will never ever hear again…
… – so inside this Box, I just selfishly wanted to capture a few audio snapshots for my own posterity… Which you happy few also get to share !
Ich fühlte mich gezwungen, einige meiner persönlichen Lieblingsmusikmomente während des gesamten kreativen Prozesses «einzufrieren»; Audio-Schnappschüsse, die keiner von uns jemals wieder hören wird …
… also wollte ich in dieser Box nur selbstsüchtig ein paar Audio-Schnappschüsse für meine eigene Nachwelt aufnehmen… Welche ihr glücklichen Wenigen auch teilen könnt!

### Ab 2020
Am 8. Dezember 2020 kündigte Jean-Michel Jarre ein virtuelles Notre-Dame-Konzert unter dem Titel Welcome to the Other Side an, welches zum Silvesterabend am 31. Dezember 2020 ab 23:25 Uhr bis zum 1. Januar 2021 0:15 Uhr per Live-Streaming stattfand. Jarre trat in einer virtuellen Umgebung der Kathedrale von Notre-Dame als Avatar auf, wurde während der Übertragung aber auch einige Male in persona bei seiner Darbietung gezeigt. Die Live-Übertragung eines solchen VR-Konzerts war eine Besonderheit, da bis dato solche Ereignisse aufgrund der hohen technischen Anforderungen zumeist aufgezeichnet und dann abgespielt wurden. Eine Aufzeichnung des Ereignisses war zunächst als Download und per Stream über Jarres Webpräsenz verfügbar. 2021 erschien eine Blu-Ray Box. Das Konzert wurde 2022 auf dem offiziellen YouTube-Kanal Jarres komplett verfügbar gemacht.
Am 9. April 2021 veröffentlichte Jean-Michel Jarre sein neues Studio-Album „Amazônia“, welches von einem Projekt des Fotografen und Filmemachers Sebastião Salgado inspiriert wurde.

Am 21. Juni 2021, dem 'Tag des Fests der Musik' (franz. Fête de la Musique) erhielt Jarre durch den Präsidenten Emmanuel Macron die Auszeichnung „Abzeichen des Kommandanten der Ehrenlegion“ für seine Verdienste um die Musik, welche bereits die dritte Auszeichnung Jarres darstellt. Am 21. Juni 1995 erhielt er vor dem Konzert für Toleranz den Titel „Ritter“ (franz. Chevalier) und im Jahre 2011 den Titel des „Offizier“ (franz. Officier).
Anschließend zeigte er nach fast eineinhalb Jahren ohne Live-Musik vor Publikum, bedingt durch die Corona-Pandemie, vor 200 Personen eine Performance aktueller, aber auch älterer Stücke, welche jedoch stark an moderne Dance-Rhythmen angepasst wurden.
Am 21. Oktober 2022 veröffentlichte Jarre sein 22. Studioalbum und Projekt namens Oxymore. Zu dem Musikalbum, welches dem 2017 verstorbenen Franzosen Pierre Henry gewidmet ist – neben Pierre Schaeffer als Wegbereiter der elektronischen Musik geltend – wurde auch eine VR namens Oxyville verfügbar gemacht. In Ergänzung zur Webpräsenz wurden auch zwei Lieder des Albums auf YouTube veröffentlicht zu dem Jarre kommentierte, dass er die Zukunft von Musik, neuer Kreativität, Produktion und emotionalen Erfahrungen in Multi-Kanal und Binauralen Klangformaten sieht.

„I am really convinced that the Multi-Channel and Binaural sound formats are the future of music and new creativity, production & emotional experiences.“

Am 24. Oktober zeigte Jarre ein dem Album und Pierre Henry gewidmetes, per Live Stream übertragenes virtuelles Konzert, dem man über YouTube in 2D folgen oder per VR Zugang in der virtuellen Realität Oxyville beiwohnen konnte. Das Setting von Oxyville erinnert dabei an eine futuristische Stadt mit vielen Clubs der Underground-Szene und kann einer Mischung aus Cyberpunk und Film noir zugeordnet werden. Jarres lebendiges Abbild, welches ihn beim Bedienen seiner Synthesizer und Eingabegeräte zeigt, wurde mit einem virtuellen Projektor in die VR projiziert.
Die dunklere, stark an die Musique concrète angelehnte Musik und Atmosphäre rief in den Livechat Kommentaren auf YouTube gemischte Reaktionen hervor.
Seit Ende 2022 unterstützt Jean-Michel Jarre das Sound-Design Team des französischen Automobilherstellers Renault. Er trug unter anderem zu besonderen Klang-Abstimmungen der Audio-Anlagen, als auch einer Fußgänger-Warnung und der Willkommens-Melodie neuer elektrischer und hybrider Fahrzeug-Modelle bei.
Zur Eröffnung des 7. Starmus-Festival 2024 in Bratislava, Slowakei, bei dem sich Wissenschaft, Kunst und Musik begegnen, konnten 100.000 Zuschauer ein weiteres Großereignis des Künstlers verfolgen. Auf der größten Bühne, die es in dem Land je gab, zeigte Jarre ein abwechslungsreiches Konzert mit gigantischer Licht- und Lasershow, sowie Feuerwerk und in Formation fliegenden Drohnen. Umliegende Gebäude wurden mit Laserprojektionen mit in das Spektakel einbezogen. Als besonderer Gast-Star trat zeitweilig auch der britische Gitarrist und Mitbegründer des Starmus-Festivals Brian May mit auf.
Am 8. September 2024 trat Jean-Michel Jarre im Rahmen der Abschlussfeier der Paralympischen Spiele in Paris auf. Die Songs dazu wurden am selben Tag als Single "Paris Stadium" u. a. auf Spotify veröffentlicht.
Im Rahmen des Festivals Jazzopen Stuttgart hat Jarre sein bislang letztes Konzert in Europa gegeben. Dieses ist in voller Länge auf Youtube verfügbar.

## Privatleben
1975 heiratete Jarre Flore Guillard; die Ehe dauerte bis 1977. Die 1976 geborene Tochter Émilie Charlotte wurde später als Fotomodell bekannt.
1976 lernte Jarre die britische Schauspielerin Charlotte Rampling kennen. Sie heirateten 1978. Zu Émilie Charlotte und Ramplings Sohn, Barnaby Southcombe, kam ein gemeinsamer Sohn, David Jarre. Dieser begleitete den Vater später musikalisch bei Konzerten und verfolgt eine eigene Karriere als Magier, ist aber auch musikalisch aktiv. Die Familie wohnte seit Anfang der 1980er in Croissy-sur-Seine in einer Jugendstil-Villa mit angegliedertem Tonstudio (auf den Alben als Croissy Studio erwähnt). 1996 trennten sich Jarre und Rampling; die Scheidung erfolgte 2002.
Im selben Jahr gab Jarre seine Verlobung mit der französischen Schauspielerin Isabelle Adjani bekannt. Die Auflösung der Verlobung 2004 fand einen lebhaftes Echo in den Boulevardmedien.
Danach verlobte sich Jarre mit der Schauspielerin Anne Parillaud und heiratete sie im Mai 2005; die Ehe wurde 2010 geschieden.
Im Jahr 2019 heiratete Jarre die singapurische Schauspielerin Gong Li.
Aktuell wohnt Jarre auf einer Insel der Seine in der Gemeinde Bougival, die südlich an Croissy-sur-Seine grenzt.

## Diskografie
Studioalben

| Jahr | Titel                                             | Höchstplatzierung, Gesamtwochen, AuszeichnungChartplatzierungen (Jahr, Titel, Platzierungen, Wochen, Auszeichnungen, Anmerkungen) | Höchstplatzierung, Gesamtwochen, AuszeichnungChartplatzierungen (Jahr, Titel, Platzierungen, Wochen, Auszeichnungen, Anmerkungen) | Höchstplatzierung, Gesamtwochen, AuszeichnungChartplatzierungen (Jahr, Titel, Platzierungen, Wochen, Auszeichnungen, Anmerkungen) | Höchstplatzierung, Gesamtwochen, AuszeichnungChartplatzierungen (Jahr, Titel, Platzierungen, Wochen, Auszeichnungen, Anmerkungen) | Höchstplatzierung, Gesamtwochen, AuszeichnungChartplatzierungen (Jahr, Titel, Platzierungen, Wochen, Auszeichnungen, Anmerkungen) | Anmerkungen                                                          |
| Jahr | Titel                                             | DE | AT | CH | UK | US | Anmerkungen                                                          |
| ---- | ------------------------------------------------- | --- | --- | --- | --- | --- | -------------------------------------------------------------------- |
| 1972 | Deserted Palace                                   | — | — | — | — | — | Erstveröffentlichung: 1972                                           |
| 1973 | Les Granges Brûlées                               | — | — | — | — | — | Erstveröffentlichung: 30. Mai 1973 Soundtrack zu Les Granges Brûlées |
| 1976 | Oxygène                                           | DE8 Gold · (17 Wo.)DE | AT10 (16 Wo.)AT | CH85 (1 Wo.)CH | UK2 Platin · (24 Wo.)UK | US78 (19 Wo.)US | Erstveröffentlichung: Dezember 1976                                  |
| 1978 | Equinoxe                                          | DE22 Gold · (42 Wo.)DE | AT14 (4 Wo.)AT | — | UK11 Gold · (26 Wo.)UK | US126 (8 Wo.)US | Erstveröffentlichung: Dezember 1978                                  |
| 1981 | Les Chants Magnétiques / Magnetic Fields          | DE9 (29 Wo.)DE | AT4 (20 Wo.)AT | — | UK6 Gold · (17 Wo.)UK | US98 (12 Wo.)US | Erstveröffentlichung: 22. Mai 1981                                   |
| 1983 | Musique pour supermarché / Music for Supermarkets | — | — | — | — | — | Erstveröffentlichung: 6. Juli 1983 nur ein Exemplar                  |
| 1984 | Zoolook                                           | DE24 (14 Wo.)DE | AT28 (2 Wo.)AT | CH30 (1 Wo.)CH | UK47 Silber · (14 Wo.)UK | — | Erstveröffentlichung: November 1984                                  |
| 1986 | Rendez-Vous                                       | DE20 (13 Wo.)DE | AT15 (6 Wo.)AT | CH24 (2 Wo.)CH | UK9 Gold · (38 Wo.)UK | US52 (20 Wo.)US | Erstveröffentlichung: April 1986                                     |
| 1988 | Revolutions                                       | DE28 (7 Wo.)DE | AT13 (4 Wo.)AT | CH13 (6 Wo.)CH | UK2 Gold · (13 Wo.)UK | — | Erstveröffentlichung: August 1988                                    |
| 1990 | Waiting for Cousteau                              | DE27 (14 Wo.)DE | AT19 (10 Wo.)AT | CH21 Gold · (8 Wo.)CH | UK14 (10 Wo.)UK | — | Erstveröffentlichung: 11. Juni 1990                                  |
| 1993 | Chronologie                                       | DE50 (9 Wo.)DE | AT32 (2 Wo.)AT | CH21 Platin · (9 Wo.)CH | UK11 (8 Wo.)UK | — | Erstveröffentlichung: 25. Mai 1993                                   |
| 1997 | Oxygene 7–13                                      | DE19 (17 Wo.)DE | AT2 Gold · (17 Wo.)AT | CH24 (14 Wo.)CH | UK11 (6 Wo.)UK | — | Erstveröffentlichung: 17. Februar 1997                               |
| 2000 | Métamorphoses                                     | DE17 (5 Wo.)DE | AT28 (5 Wo.)AT | CH32 (6 Wo.)CH | UK37 (2 Wo.)UK | — | Erstveröffentlichung: 24. Januar 2000                                |
| 2001 | Interior Music                                    | — | — | — | — | — | Erstveröffentlichung: 2001 auf 1000 Stück limitiert                  |
| 2002 | Sessions 2000                                     | — | — | — | — | — | Erstveröffentlichung: November 2002                                  |
| 2003 | Geometry of Love                                  | — | — | — | — | — | Erstveröffentlichung: September 2003                                 |
| 2007 | Téo & Téa                                         | — | — | CH43 (7 Wo.)CH | — | — | Erstveröffentlichung: 26. März 2007                                  |
| 2007 | Oxygène: New Master Recording                     | — | — | — | — | — | Erstveröffentlichung: 26. November 2007                              |
| 2015 | Electronica 1: The Time Machine                   | DE4 (6 Wo.)DE | AT12 (4 Wo.)AT | CH2 (9 Wo.)CH | UK8 (2 Wo.)UK | — | Erstveröffentlichung: 16. Oktober 2015                               |
| 2016 | Electronica 2: The Heart of Noise                 | DE12 (6 Wo.)DE | AT22 (2 Wo.)AT | CH5 (10 Wo.)CH | UK8 (2 Wo.)UK | — | Erstveröffentlichung: 6. Mai 2016                                    |
| 2016 | Oxygene 3                                         | DE34 (3 Wo.)DE | AT47 (1 Wo.)AT | CH14 (2 Wo.)CH | UK41 (1 Wo.)UK | — | Erstveröffentlichung: 2. Dezember 2016                               |
| 2018 | Equinoxe Infinity                                 | DE11 (3 Wo.)DE | AT31 (1 Wo.)AT | CH15 (3 Wo.)CH | UK33 (1 Wo.)UK | — | Erstveröffentlichung: 16. November 2018                              |
| 2019 | Snapshots from EōN                                | — | — | — | — | — | Erstveröffentlichung: 13. Dezember 2019                              |
| 2021 | Amazônia                                          | DE5 (2 Wo.)DE | AT13 (1 Wo.)AT | CH4 (4 Wo.)CH | UK21 (1 Wo.)UK | — | Erstveröffentlichung: 9. April 2021                                  |
| 2022 | Oxymore                                           | DE14 (2 Wo.)DE | AT17 (2 Wo.)AT | CH11 (3 Wo.)CH | UK41 (1 Wo.)UK | — | Erstveröffentlichung: 21. Oktober 2022                               |
| 2023 | Oxymoreworks                                      | — | — | — | — | — | Erstveröffentlichung: 3. November 2023                               |

grau schraffiert: keine Chartdaten aus diesem Jahr verfügbar

## Konzerte und Tourneen

### Konzerte und Tourneen
| Titel                                                   | Typ (Anzahl)  | Datum                                | Ort                                                     | Land                                                          | Publikum    | Mitschnitt verfügbar als           | Bemerkung |
| ------------------------------------------------------- | ------------- | ------------------------------------ | ------------------------------------------------------- | ------------------------------------------------------------- | ----------- | ---------------------------------- | --- |
| Place de la Concorde                                    | Konzert       | 14. Juli 1979                        | Place de la Concorde, Paris                             | Frankreich                                                    | 1.500.000   | VHS                                | Limitierte Video-Veröffentlichung. Nicht mehr erhältlich. Regie Guy Testerosa, Thierry Moulter                                                         |
| Concerts in China                                       | Tournee (5)   | 21.–29. Oktober 1981                 | Beijing, Shanghai                                       | China                                                         | 218.000     | Video & Audio                      | |
| Houston – A City in Concert                             | Konzert       | 5. April 1986                        | Houston                                                 | USA                                                           | 1.500.000   | Video & Audio                      | |
| Lyon – Concert for the Pope                             | Konzert       | 5. Oktober 1986                      | Lyon                                                    | Frankreich                                                    | 800.000     | Video & Audio                      | |
| Destination Docklands                                   | Konzert (2)   | 8.–9. Oktober 1988                   | Docklands, London                                       | England                                                       | 400.000     | Video & Audio                      | |
| Paris La Defense                                        | Konzert       | 14. Juli 1990                        | La Defense, Paris                                       | Frankreich                                                    | 2.500.000   | Video                              | |
| Europe in Concert                                       | Tournee (37)  | 28. Juli– 16. Oktober 1993           | diverse                                                 | Belgien Deutschland England Frankreich Schweiz Spanien Ungarn | 650.000     | Video (VHS), Audio (als Hong Kong) | |
| Hong Kong                                               | Konzert       | 11. März 1994                        | Hong Kong Stadion                                       | Hongkong                                                      | 40.000      | Audio                              | |
| Concert for Tolerance                                   | Konzert       | 14. Juli 1995                        | Eiffelturm, Paris                                       | Frankreich                                                    | 1.000.000   | Video, Laserdisc                   | |
| Oxygene Tour                                            | Tournee (37)  | 3. März– 20. Oktober 1997            | diverse                                                 | Europa                                                        | 230.000     | –                                  | |
| Oxygene in Moscow                                       | Konzert       | 6. September 1997                    | Moskauer Staatsuniversität, Moskau                      | Russland                                                      | 3.500.000   | Video                              | |
| Electronic Night                                        | Konzert       | 14. Juli 1998                        | Champ de Mars, Paris                                    | Frankreich                                                    | 800.000     | –                                  | |
| Jarre@Apple Expo – iMac night                           | Konzert       | 18. September 1998                   | Porte de Versailles (Paris Expo)                        | Frankreich                                                    | 6.000       | –                                  | |
| The Twelve Dreams of the Sun                            | Konzert       | 31. Dezember 1999– 1. Januar 2000    | Pyramiden von Gizeh, Kairo                              | Ägypten                                                       | 120.000     | unbekannt                          | |
| Rendez-Vous In Space                                    | Konzert       | 1. Januar 2001                       | Okinawa                                                 | Japan                                                         | 20.000      | unbekannt                          | als The Visitors |
| Acropolis                                               | Konzert (2)   | 18.+20. Juni 2001                    | Akropolis, Athen                                        | Griechenland                                                  | 15.000      | –                                  | Wohltätigkeitskonzerte |
| printemps des bourges                                   | Konzert       | 12. April 2002                       | Bourges                                                 | Frankreich                                                    | 100         | Audio                              | nur als Download |
| AERO                                                    | Konzert       | 7. September 2002                    | Gammel Vraa Enge, Aalborg                               | Dänemark                                                      | 40.000      | unbekannt                          | |
| China / Beijing                                         | Konzert       | 10. Oktober 2004                     | Verbotene Stadt, Tian’anmen-Platz, Beijin               | China                                                         | 15.000      | Video & Audio                      | Zweigeteiltes Konzert |
| Solidarnosc                                             | Konzert       | 26. August 2005                      | Danzig                                                  | Polen                                                         | 170.000     | Video & Audio                      | |
| Water for Life                                          | Konzert       | 16. Dezember 2006                    | Merzouga                                                | Marokko                                                       | 15.000      | –                                  | |
| Oxygene in Concert                                      | Tournee (70)  | 19. September 2007– 1. Dezember 2008 | diverse                                                 | Europa Russland                                               | unbekannt   | Video                              | Aufzeichnung ohne Publikum, Titel: Oxygene live in your living room                                                                                    |
| In>Doors                                                | Tournee (17)  | 4.–30. Mai 2009                      | diverse                                                 | Europa                                                        | unbekannt   | –                                  | Hallenkonzerte |
| 2010                                                    | Tournee (60)  | 1. März– 11. Dezember 2010           | diverse                                                 | diverse                                                       | unbekannt   | –                                  | Hallenkonzerte |
| Santiago de Compostela                                  | Konzert       | 27. Juli 2010                        | vor der Kathedrale von Santiago de Compostela, Galicien | Spanien                                                       | unbekannt   | –                                  | gesondertes Freiluft-Konzert innerhalb der Tournee 2010                                                                                                |
| 2011                                                    | Tournee (29)  | 29. Mai– 20. November 2011           | diverse                                                 | diverse                                                       | unbekannt   | –                                  | Fortsetzung der 2010 Tournee, überwiegend Hallenkonzerte                                                                                               |
| Monaco                                                  | Konzert       | 1. Juli 2011                         | –                                                       | Monaco                                                        | 120.000     | Live-Streaming                     | kostenloses Konzert im Rahmen der Tournee zur Hochzeit von Prince Albert II von Monaco und Charlene Wittstock Stream-Mitschnitt auf youtube (euronews) |
| Festival de Carthage                                    | Konzert       | 12. August 2013                      | Karthago                                                | Tunesien                                                      | 10.000      | –                                  | |
| Electronica World Tour                                  | Tournee (55)  | 4. Oktober– 15. Juli 2017            | diverse                                                 | Europa USA Kanada                                             | ca. 275.000 | –                                  | Hallenkonzerte |
| Live@the dead sea                                       | Konzert       | 6. April 2017                        | Masada am Toten Meer                                    | Israel                                                        | ca. 10.000  | –                                  | gesondertes Freiluft-Konzert innerhalb der Electronica World Tour                                                                                      |
| The Connection Concert                                  | Konzert       | 29. April 2017                       | Kantabrien                                              | Spanien                                                       | ca. 6000    | –                                  | gesondertes Freiluft-Konzert innerhalb der Electronica World Tour                                                                                      |
| Electronica World Tour                                  | Tournee (10)  | 22. März– 21. April 2018             | diverse                                                 | Argentinien Chile USA Kanada                                  | unbekannt   | –                                  | Fortsetzung der Welttournee, überwiegend Hallenkonzerte                                                                                                |
| Coachella                                               | Festival      | 20. April 2018                       | Coachella, Kalifornien                                  | USA                                                           | –           | –                                  | einstündiger Auszug des Tournee-Programms innerhalb des Coachella Festivals.                                                                           |
| The Green Concert                                       | Konzert       | 23. September 2018                   | Riad                                                    | Saudi-Arabien                                                 | ca. 50.000  | –                                  | zur Einweihung des neuen King Abdullah Financial Districts                                                                                             |
| Azimuth Festival                                        | Konzert       | 6. März 2020                         | al-ʿUla                                                 | Saudi-Arabien                                                 | unbekannt   | angekündigt                        | Teil des 1. Azimuth Festivals |
| Together alone                                          | VR-Konzert    | 21. Juni 2020                        | Virtuelle Realität                                      | Live-Streaming                                                | -           | YouTube                            | Virtuelles Konzert, dem nur per Stream beigewohnt werden konnte.                                                                                       |
| Welcome to the Other Side                               | VR-Konzert    | 31. Dezember 2020– 1. Januar 2021    | VR-Abbildung der Kathedrale Notre-Dame de Paris         | Live-Streaming                                                | 75.000.000  | YouTube                            | Virtuelles Konzert, dem nur per Stream beigewohnt werden konnte.                                                                                       |
| Elysée Palace (Fête de la Musique)                      | Konzert       | 21. Juni 2021                        | Elysée-Palast                                           | Frankreich                                                    | 200         | YouTube                            | Performance zum Fest des Tags der Musik, per Live Stream übertragen                                                                                    |
| OXYMORE (VR Concert live from Palais Brogniart)         | VR-Konzert    | 24. Oktober 2022                     | VR-Bühne                                                | Frankreich                                                    | -           | YouTube                            | Live Stream in 2D, sowie VR-Zugänge für PC und Oculus Quest                                                                                            |
| Versailles 400                                          | Mixed-Reality | 25. Dezember 2023                    | Schloss Versailles                                      | Frankreich                                                    | unbekannt   | TV und Youtube                     | Sowohl live vor Besuchern im Spiegelzimmer, als auch per Internet-Stream inkl. VR erlebbar                                                             |
| STARMUS - BRIDGE FROM THE FUTURE - LIVE FROM BRATISLAVA | Konzert       | 12. Mai 2024                         | Starmus-Festival Bratislava                             | Slowakei                                                      | 100.000     | Youtube                            | Zur Eröffnung des Starmus-Festivals, Gaststar Brian May                                                                                                |
| Jazz Open                                               | Konzert       | 11. Juli 2025                        | Schlossplatz Stuttgart                                  | Deutschland                                                   | unbekannt   | Youtube                            | letztes Konzert in Europa |

### Shows/Installationen ohne Auftritt
- Zermatt, Multimediale Show, 25.–26. September 1992, Zermatt, Schweiz, Arrangiert zur Feier der 100 Millionsten Swatch Uhr und der Alarm-Swatch
- Lost City, 3 Multimediale Shows, 1.–3. Dezember 1992, Sun City, Südafrika, zur Erinnerung an die Legende der Verlorenen Stadt (Lost City)

## Trivia

### Verwendung von Musiktiteln
- Oxygène (mehrere Titel):
  - in der ZDF-Sendung Löwenzahn in der Folge Peter steht im Bach. Ausschnitte des Albums Oxygene als Begleitmusik zu Filmbeiträgen über Bäche.
- Oxygène II:
  - als Titelmusik der Serie Mondbasis Alpha 1 in der zweiten Staffel der deutschen Bearbeitung.
  - in dem australischen Kriegsfilm Gallipoli (1981) von Regisseur Peter Weir.
  - in diversen Trainingssequenzen des Jackie-Chan-Filmes Die Schlange im Schatten des Adlers.
  - Hintergrundmusik in dem Lied „What Time Is It? (Zeitgeist 2000)“ der Berliner Hip-Hop-Gruppe Harleckinz.
- Oxygène IV:
  - in der ZDF-Sendung Telemotor mehrmals eingesetzt, dabei unter anderem beim Test des Ford Granada im Jahr 1978.
  - in dem Videospiel Grand Theft Auto IV in den diversen Internetcafés der fiktiven Stadt Liberty City (New York City). Außerdem im Radiosender The Journey.
- Équinoxe Part 4:
  - als Titelmusik von 1982 bis 1986 der Sendung Terra X.
- Arpegiator:
  - in dem Film 9½ Wochen für eine Erotikszene zwischen den Darstellern Mickey Rourke und Kim Basinger.

### Verschiedenes
- Auf dem Commodore 64 waren vor allem in Spielen der frühen 1980er Jahre Interpretationen von Jarres Tracks sehr beliebt, so z. B. in Yie Ar Kung Fu (Magnetic Fields IV), Bomb Jack (Magnetic Fields II) und Trolly Wally (Equinoxe V, VI und VII).
- Der Hauptgürtel-Asteroid (4422) Jarre wurde nach Jean-Michel und dessen Vater Maurice Jarre benannt.
- Den Sampling-Computer Fairlight CMI kann man im Musikvideo Magnetic Fields Part 2 sehen, wobei Jarre auch das Keyboard auseinandermontiert zeigt. Dieses damals neuartige Instrument wurde von Jarre als einem der ersten Künstler musikalisch eingesetzt.
- Das Album Chronologie beginnt und endet mit der gleichen Sequenz, so dass man es in einer Dauerschleife hören könnte, was zum Namen passt.
- Jean-Michel Jarre verzichtete viele Jahre auf den Bindestrich zwischen den beiden Vornamen Jean und Michel. Neue Veröffentlichungen sowie die offizielle Website zeigen seit 2015 wieder den Bindestrich im Namen Jarres, sodass die Schreibweise wieder Jean-Michel Jarre ist.[54][55]
- Obwohl die ursprünglichen Alben Zoolook (1984),[56] Cities In Concert Houston/Lyon (1986)[57] und Waiting for Cousteau (1990)[58] mit dem SPARS Code DDD ausgestattet waren, der auf eine digitale Aufnahme und Weiterverarbeitung hinweist, ist in den Remastered-Ausgaben von 2015 der Hinweis New mastering from the original analog tapes abgedruckt, was der ursprünglichen Behauptung einer digitalen Aufnahme widerspricht.
- Nach einem Auftritt in München im März 2010 erstellte Jarre eine Videobotschaft, welche sowohl auf seinem damaligen Blog als auch auf YouTube zu sehen ist, in der er seine Fans ermutigt und ihnen erlaubt, Aufnahmen seiner Konzerte, selbst gespielte Cover als auch editierte Musik Jarres mit den Menschen zu teilen, so lange es fair geschieht und er als Urheber der Musik genannt werde. Ebensolche Aufnahmen, Coverversionen sowie einzelne Stücke und komplette Alben Jarres, sind seither sehr präsent auf YouTube zu finden.
… feel free to film, edit, play, perform anything around my work as long as it’s fair and you’ve been fair … it’s cool with me, it’s okay with me.[59]